# Racjin
Racjin es una empresa desarrolladora de videojuegos japonesa. Fundada en 1995 bajo el nombre de Racdym. El nombre cambió al actual en 2000, para que fuera más fácil pronunciarlo en japonés. Tienen fama de desarrollar juegos que utilizan alta tecnología.
Su primer juego se tituló Kabuki Klash, en 1995 para Neogeo. Pero no fue hasta 1997 cuando se dieron a conocer, cuando Atlus publicó el juego Snowboard Kids. Han trabajado en franquicias ya existentes, como Fullmetal Alchemist, Bleach o Bomberman. En 2007 trabajaron en el proyecto de Mistwalker, ASH: Archaic Sealed Heat.

## Juegos desarrollados[1]
Las fechas son del día del lanzamiento en Japón

### PlayStation 2
- Primal Image Vol. 1 (27 de abril de 2000).
- Happy! Happy!! Boarders (14 de diciembre de 2000).
- Busin ～Wizardry Alternative～ (15 de noviembre de 2001).
- Bomberman Kart (20 de diciembre de 2001).
- Typing Renai Hakusho: Boys Be... (14 de marzo de 2002).
- -U- underwater unit (2 de mayo de 2002).
- Bomberman Land 2 (17 de julio de 2003).
- Busin 0 ～Wizardry Alternative NEO～ (13 de noviembre de 2003).
- Fullmetal Alchemist and the Broken Angel (25 de diciembre de 2003).
- Bomberman Kart DX (15 de abril de 2004).
- Sakurazaka Shouboutai (10 de junio de 2004).
- Fullmetal Alchemist 2: Curse of the Crimson Elixir (22 de septiembre de 2004).
- Fullmetal Alchemist 3: Kami wo Tsugu Shoujo (21 de julio de 2005).
- Bomberman Land 3 (4 de agosto de 2005).
- Naruto: Uzumaki Chronicles (18 de agosto de 2005).
- Bleach: Blade Battlers (12 de octubre de 2006).
- Naruto-Konoha Spirits!! (16 de noviembre de 2006).
- Bleach: Blade Battlers 2 (27 de septiembre de 2007).

### PlayStation
- Genei Tougi: Shadow Struggle (noviembre de 1996).
- Heaven's Gate (diciembre de 1996).
- Critical Blow (diciembre de 1997).
- Ｒ・ＴＹＰＥＳ (febrero de 1998).
- Trap Gunner (agosto de 1998).
- Snowboard Kids Plus (enero de 1999).
- Jet de Go! (febrero de 2002).

### Otras plataformas
- Kabuki Klash (julio de 1995) (Neogeo).
- Snowboard Kids (diciembre de 1997) (Nintendo 64).
- Snowboard Kids 2 (febrero de 1999) (Nintendo 64).
- Bomberman 64 (diciembre de 2001) (Nintendo 64).
- Bomberman Land 2 (31 de julio de 2003) (GameCube).
- Bomberman DS (19 de mayo de 2005) (Nintendo DS).
- SBK: Snowboard Kids (24 de noviembre de 2005) (Nintendo DS).
- Bomberman Land Wii (8 de marzo de 2007) (Wii).
- Bomberman Land PSP (21 de marzo de 2007) PlayStation Portable).
- ASH: Archaic Sealed Heat (4 de octubre de 2007) (Nintendo DS) junto con Mistwalker.
- Mario & Sonic en los Juegos Olímpicos (22 de noviembre de 2007) (Wii).
- Bleach: Soul Carnival (23 de octubre de 2008) (PlayStation Portable).